# 除染

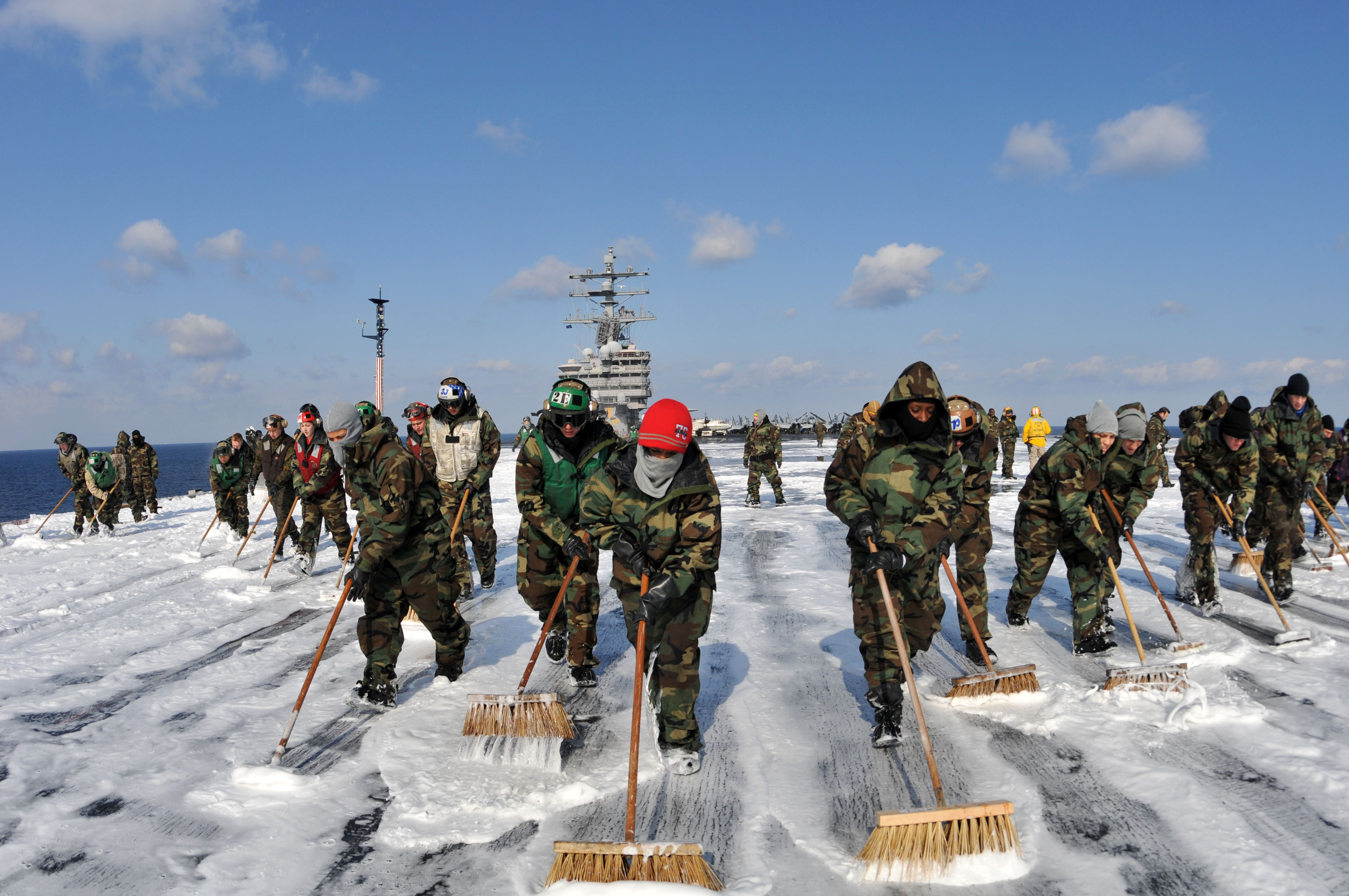
東日本大震災のトモダチ作戦で活躍した米国航空母艦ロナルド・レーガンでの除染作業

除染（じょせん）とは、放射能汚染が生じた際、放射性物質あるいは放射性物質が付着した物を除去し、もしくは遮蔽物で覆うなどして、人間の生活空間の線量を下げることである。広義には、有毒な化学物質などの除去も含み、特に軍事関連では生物兵器等に利用される微生物への対応も含まれる。ここでは特に断らない限り、放射性物質の除染について説明する。

## 人体の除染
人体を除染する場合、放射性物質が付着した衣類を脱ぐことで汚染の90%以上が除去される。汚染された衣類や頭髪は洗濯・洗髪によって除染する。皮膚（開放創が無い場合）は拭きとりのほか、汚染の程度によっては界面活性剤や油脂を使って拭き取る。

## 土壌の除染
一般的な土壌の除染方法は、表土や芝・草の削り取りである。剥ぎ取り時に固化剤を併用する場合もある。他に水による攪拌、洗浄、表土と深層土の反転耕など。
土壌の剥ぎ取り
放射性セシウムについては全量の95%以上が存在する農地土壌の表層2.5cm以浅を物理的に除去することが効果的である。しかし除去した土壌を土嚢に詰める作業が煩雑であったり、作業員の被曝を防ぐなどの課題もある。また、剥ぎ取った後の土壌に栄養価の無い砂が敷き詰められ、農地として使えない問題も発生している。
芝生の刈り取り
芝生地においては、放射性物質は地上部のおよそ10mmにあるサッチ（芝の刈りカス）に大半が残留し、その下の土壌層にはほとんど移行しないため、サッチの回収のみで線量が大きく下がるという調査結果がある。この調査では、芝生を根こそぎ剥ぎ取ると、土壌が剥き出しとなり、風や降雨などでの土壌流出が深刻化するほか、斜面地等では降雨による土壌侵食が生じるため、サッチを丁寧に取り除くのみで除染を達成すべきと結論づけられた。
水による攪拌
水を用いる場合、土壌中のセシウムは粘土質に吸着されているため、粘土含量の少ない土壌では効果的に（粘土を巻き上げて）除去できない。通常水は固液分離後に排出されるが、水に放射性物質が溶出した場合、フィルターや吸着物で処理する。
反転耕
もしくは天地返し等も検討される。汚染物質を持ち出さない簡便な手段だが、放射性物質は除去されないので、高濃度汚染地域で行うには不向きである。また地下水の汚染が懸念される場合もある。
他にバイオレメディエーションとして高吸収植物による除染も考案されている。日本では2011年の福島第一原子力発電所事故を受けてヒマワリによる除染の実証実験が行われたが、除染効率が低く実用的でないと結論された。むしろヒマワリの周囲の雑草やキノコ（フウセンタケの一種やコウタケ）に多く放射性セシウムの蓄積が見られたと報告されている。
ゼオライトやベントナイトを用いる方法
ゼオライトZeolithやベントナイトBentonit、珪藻土などの多孔質粘土類を使った除染が普及しつつある。
家畜の飼料に混ぜ、放射性物質の体内蓄積を防ぐ予防目的においては、チェルノブイリ原発事故の後、ドイツのバーデン・ヴュルテンベルク州（Baden Würtemberg） の酪農の現場にて使用された。データ測定はベントナイト関連の企業などによって行われた。
2011年7月には、ロシアのベルラッド研究所がベントナイトなどを使った方法をネットのオープンソースなどとして日本の農業へ推薦した。
ゼオライトに磁性など改良を加えた人工ゼオライトを使用した除染は2013年現在、愛媛大学農学部環境産業応用化学の逸見彰男博士によって福島県各地において続けられている。
植物の重金属吸収度の測定はドイツ・ブラウンシュヴァイグのFAL研究所に精密な測定が存在し、その中ではバイオナミック農法に使用されるフラーデン・プレパラートが通常の値1.8mg/kgウランに対して0.5mg/kgウランという格差ある結果を記録している。
2023年9月1日、環境省が、東京電力福島第一原発の事故後の除染で出た「除去土壌」を全国で再生利用する事業について、国際原子力機関(IAEA)がとりまとめた報告書の内容を公表した。報告書は再生利用には前向きな理由があり、推進すべきものであるとした。最終処分量を減らすために「福島県外での実証事業は非常に重要」と位置づけ、再生利用の受け入れを拡大するための広報活動の重要性を強調し、放射線量の測定データを提供することで国民の理解を醸成しうるとした。
2024年9月10日、東京電力福島第一原発の事故後の除染で出た「除染土」を全国で再生利用する事業について、国際原子力機関(IAEA)は環境省によるこれまでの取り組み内容や手法がIAEAの安全基準に合致しているとの報告書をまとめた。除染土の受け入れ先とされた東京都の新宿御苑や埼玉県所沢市などでは除染土の利用に反対する声が上がっていたため、政府の依頼でIAEAが2023年度から事業の評価を進めていた。

## 樹木の除染
住宅の庭や公園にある樹木等の除染については、汚染された樹木を全て伐採することは、廃棄量が膨大となるうえ、砂漠地を生み出す恐れもあるため、別の手段を模索すべきとされる。
別の手段の例として、剪定や間伐を応用し、間引きや強度の透かし剪定を行う等で枝葉を半分程度にすれば、除染の効果が現れるとする説がある。
また、雨に当たる部分の線量は特に高いため、落葉樹では幹の高圧洗浄により、線量の低下を期待できる。また、表土および表層の落葉の除去も効果的である。
針葉樹においては、スギなどでは３、４年で葉が更新されるため、先に枝打ちして丁寧に落葉を回収することで、放射線量の自然減衰以上の効果が期待できる。
以上のように、緑地の保全という観点からは、植物の新陳代謝を考慮した除染を行うことが望ましいとされる。

## 森林の除染
森林については、もともと放射性物質の流出が少なく、むしろ除染の作業により放射性物質の流出が増大するリスクが高いため、除染を行うよりも、入林を規制して放射線量が自然に低下するのを待つ方がよいとされる。
だが、日本では、人口密度が高く、農地や住宅が森林と隣接することが多いうえに、山林に出入りする生活スタイルも古くからみられるため、2011年の福島第一原子力発電所事故の際に、森林の除染についても慎重に検討する必要があるとされた。
森林において、飛散した放射性物質はまず林冠を汚染し、その後落葉等により徐々に土壌に移っていくが、汚染された後に森林の土壌を除染することは、作業により土壌が森林の外に流出して周辺を汚染するリスクが高いため、非常に難しいとされる。
森林総合研究所の調査で、除染として落葉を除去することが、落葉広葉樹林では効果が高く、常緑樹林では効果が低いとわかった。だが、森林の除染については、汚染の実態も含めて、依然として研究の事例が少なく、課題が多いのが実情である。

## 除染が困難な放射性物質
放射性物質のうち、トリチウムは化学的性質が水素と酷似しているため化学的な除染はほぼ不可能である。物理的な除去方法が提案されているがいまだ実験レベルであり実用化されていない。福島原発事故により貯蔵され続けている汚染水は、ほとんどがこのトリチウムによる汚染である。

## 日本における除染ガイドライン

携帯除染器による除染の様子。2013年6月に行われた国民保護実動訓練にて。

平成23年8月26日に原子力災害対策本部から発表された「市町村による除染実施ガイドライン」では、除染対象として、（１）生活圏、（２）森林、（３）農地、（４）河川があげられた。
その後、放射性物質汚染対処特別措置法の施行により、除染は環境省の所管になり、平成23年12月14日に「除染関係ガイドライン」が定められ、除染に対する財政措置の範囲が規定された。

### ガイドライン等
上記「市町村による除染実施ガイドライン」（平成23年8月）では、森林について、暫定的に住居付近で下草・腐葉土等の除去等を行うことのみ定められていた。
平成23年9月30日、農林水産省から「森林内の放射性物質の分布状況及び分析結果について」が公表され、森林における除染のポイントが定められた。
その内容をふまえ、同日、原子力災害対策本部から「森林の除染の適切な方法等の公表について」が公表され、住居等近隣を最優先として、林縁から20mを目安に落葉等の除去（枝落とし）を行うこととされた。このとき、森林全体への対応については、拡散防止対策等も含めて調査・検討を継続するとされた。

#### 技術指針
平成24年4月27日、林野庁は「森林における放射性物質の除去及び拡散抑制等に関する技術的な指針」を公表し、森林の除染についての技術指針を定めた。
この技術指針の概要は、以下のとおり。
（１）住居等近隣の森林では、落葉や枝葉等の除去と立木の伐採（間伐や皆伐）を推奨
（２）住民等が日常的に入る森林では、落葉や枝葉等の除去と間伐を推奨
（３）（１）及び（２）以外の森林では、下層植生が衰退している人工林等での間伐を推奨
（４）（１）から（３）の実施により降雨等で土壌が流出するおそれがある場合は、表土流出防止工等による土壌保全措置を講じる。
なお、「住居等」とは、公共施設や、人が一定の時間滞在する会社などの施設や、通学路や、農地等を含む。また、土砂等の流出防止に配慮した作業路等を整備すること、経費の積算、除去物の処分としてエネルギー利用等が重要なことなども記載された。
以上のように、この技術指針では、（１）及び（２）に該当しない森林についても、拡散防止の観点から、間伐や、表土流出防止工の実施を重視している。
これは、放射性物質の影響により林業としての間伐が行われなくても、除染としての間伐を実施しないと、森林の荒廃による土砂等の流出が懸念されること、また、落葉等の除去は効果的だが地表を撹乱するデメリットがあること、などを考慮したものである。
林野庁の調査では、間伐は、「空間線量率の低減」、「放射性物質の除去」、「拡散防止」の３つの効果を持っており、森林の公益的機能を維持しつつ除染を行える手段として、非常に有効であるという。